# Photinus consimilis
Photinus consimilis är en skalbaggsart som beskrevs av Green 1956. Photinus consimilis ingår i släktet Photinus och familjen lysmaskar. Inga underarter finns listade i Catalogue of Life.